# Ferdinand Breuer
Ferdinand Breuer (* 5. Januar 1870 in Nörvenich-Binsfeld, Kreis Düren; † 1946 ebenda) war ein volkstümlicher Arzt im Kölner Severinsviertel.

## Leben
Breuer hatte zunächst Medizin in Bonn und Freiburg studiert. 1896 wurde er Privatassistent des Geheimen Medizinalrats Bardenheuer. Ab 1908 war Breuer als Chefarzt am Antonius-Hospital in Köln-Bayenthal tätig und damit für rund 450 Kranke verantwortlich. Rasch wurde er als Spezialist für Chirurgie und Frauenheilkunde bekannt. Ferdinand Breuer betrieb des Weiteren im Kölner Severinsviertel eine Privatpraxis. Daneben machte er auch mit seinem Kraftwagen Hausbesuche. Ärmere Patienten, die seine Praxis im Kölner Severinsviertel besuchten, behandelte er auch über einen längeren Zeitraum kostenlos. Die Medikamente bezahlte Ferdinand Breuer dann aus eigener Tasche. 1932 beendete Breuer seine Tätigkeit im Krankenhaus; seine Privatabteilung im Krankenhaus und seine Praxis in Köln an der Landsbergstraße blieben bestehen. Der als volkstümlich bekannte Arzt zog sich den Spitznamen „Dr. Zweistuhl“ zu. Als seine Praxis in Köln 1945 ausgebombt war, zog er auf sein Gut in Binsfeld und arbeitete bis zu seinem Tode im Jahre 1946 als Arzt weiter. Aufgrund seiner Großzügigkeit gegenüber seinem Heimatdorf benannte 1973 die Gemeinde Nörvenich die Faulgasse zu Nörvenich-Binsfeld in Dr-Breuer-Straße um.

## Familie
Ferdinand Breuer heiratete am 31. Mai 1899 Mia Bernay (1877–1955). Sie war die Besitzerin des Gutes Rheinfelder Hof in Dormagen-Rheinfeld im heutigen Rhein-Kreis Neuss. Aus der Ehe gingen drei Kinder hervor, zwei Söhne und eine Tochter. Der Schwiegersohn, Franz Olligs, war ein Bruder von Heinrich Olligs. 1926 erwarb Ferdinand Breuer zwei weitere landwirtschaftliche Betriebe in Dormagen–Rheinfeld. Außerdem besaß er in Nörvenich-Binsfeld den Groß–Ganshof. Nach seiner Scheidung vermählte sich Breuer erneut.

## Werke
- Mehrere Beiträge für die Enzyklopädie der Chirurgie, von Koch und De Quervoun